# Atarazanas (métro léger de Malaga)
Atarazanas est le terminus est de la ligne 1 du métro léger de Malaga.

## Situation sur le réseau
La station est située après Guadalmedina constitue le terminus est de la ligne 1.
Elle est établie dans le district Centre.

## Histoire
La station ouvre au public le 27 mars 2023, à l'occasion de l'inauguration de l'extension du réseau du métro léger vers le centre-ville.

## Services aux voyageurs

### Accès et accueil
La station possède un accès via un édicule équipé d'escaliers mécaniques et jouxté par un ascenseur, situé au numéro 18 de la Alameda Principal.